# Marcos Júnior
Marcos Júnior Lima dos Santos, genannt Marcos Júnior, (* 19. Januar 1993 in Gama) ist ein brasilianischer Fußballspieler. Der Rechtsfuß spielt vorwiegend im Angriff, wobei er wahlweise als Links- oder Rechtsaußen fungiert.

## Karriere

### Verein
Marcos Júnior startete seine Laufbahn in der Jugendmannschaft des Fluminense FC. Hier schaffte er 2012 den Sprung in die Profimannschaft. Am 21. April 2014 betritt er im Halbfinale der Staatsmeisterschaft von Rio de Janeiro sein erstes Spiel als Profi gegen Macaé Esporte FC. In dem Spiel erzielte er auch sein erstes Tor als Profi. In der Serie A in der Série A 2012 lief er 16 mal auf und konnte ein Tor zum Meisterschaftstitel beisteuern.
Nachdem Verhandlungen über seinen Ende 2018 auslaufenden Vertrages um ein Jahr gescheitert waren, wechselte Marcos Júnior nach Japan zu Yokohama F. Marinos. Das erste Spiel für den Klub bestritt er in der J1 League am 22. Februar 2019, den ersten Spieltag der Saison 2019. Bei dem 2:3–Auswärtssieg gegen Gamba Osaka stand er in der Startelf. Im Zuge des vierten Gewinns der Meisterschaft durch Marinos stand er 33 mal auf dem Platz und verpasste nur ein Spiel aufgrund einer Gelb-Roten Karte. Er erzielte 15 Tore und wurde damit neben Teruhito Nakagawa bester Torschütze. Das erste Mal traf er am 9. März, den dritten Spieltag, im Heimspiel gegen Kawasaki Frontale. In der 24. Minute erzielte er den 1:1-Treffer (Endstand: 2:2). Nach Abschluss der Saison wurde er in die beste Elf der Saison 2019 gewählt. Am Ende der Saison 2022 feierte er mit den Marinos die japanische Meisterschaft. Am 11. Februar 2023 gewann er mit den Marinos den Supercup. Das Spiel gegen den Pokalsieger Ventforet Kofu wurde mit 2:1 gewonnen. Nach über 130 Ligaspielen wechselte er im August 2023 zum ebenfalls in der ersten Liga spielenden Sanfrecce Hiroshima.

### Nationalmannschaft
Für die U-18- und die U-20-Nationalmannschaft Brasiliens bestritt Marcos Júnior mehrere Spiele, u. a. bei der U-20-Fußball-Südamerikameisterschaft 2013.

## Erfolge
Fluminense
- Campeonato Carioca: 2012
- Brasilianischer Meister: 2012
- Primeira Liga do Brasil: 2016

Yokohama F. Marinos
- Japanischer Meister: 2019, 2022
- Japanischer Supercup-Sieger: 2023

Sanfrecce Hiroshima
- Japanischer Vizemeister: 2024

## Auszeichnungen
- J1 League Torschützenkönig: 2019 (15 Tore)
- J. League Best XI: 2019